# Epidendrum rhodovandoides
Epidendrum rhodovandoides är en orkidéart som beskrevs av Eric Hágsater. Epidendrum rhodovandoides ingår i släktet Epidendrum och familjen orkidéer. Inga underarter finns listade i Catalogue of Life.